# Ophrys semibombyliflora
Ophrys semibombyliflora là một loài thực vật có hoa trong họ Lan. Loài này được Bergon & E.G.Camus mô tả khoa học đầu tiên năm 1908.